# Плянта (Сувальський повіт)
Плянта (пол. Planta) — село в Польщі, у гміні Рачки Сувальського повіту Підляського воєводства.
Населення — 63 особи (2011).
У 1975-1998 роках село належало до Сувальського воєводства.

## Демографія
Демографічна структура станом на 31 березня 2011 року:
|          | Загалом | Допрацездатний вік | Працездатний вік | Постпрацездатний вік |
| -------- | ------- | ------------------ | ---------------- | -------------------- |
| Чоловіки | 35      | 8                  | 21               | 6                    |
| Жінки    | 28      | 7                  | 15               | 6                    |
| Разом    | 63      | 15                 | 36               | 12                   |